# 曹魏列侯列表
曹魏列侯承襲漢制，分縣侯、鄉侯、亭侯三等。列侯置家臣，食邑千戶以上者置家丞、庶子各一人，不滿千戶者僅置庶子一人。
下表列出曹魏可考的列侯。分親屬食邑所封的列侯，不獨立列出，見本封表格末行。

## 宗室

### 武帝系
- 平原侯（211年－214年）→臨菑侯（214年－221年）→安鄉侯（221年）→甄城侯（221年－222年）曹植，進爵為王[2]
- 范陽侯（211年－217年）→宛侯（217年－221年）曹據，進爵為公[3]
- 饒陽侯（211年－217年）→譙侯（217年－221年）曹林，進爵為公[4]
- 都鄉侯（211年－217年）→魯陽侯（217年－221年）曹宇，進爵為公[5]
- 西鄉侯（211年－）曹玹
  - 西鄉哀侯（215年－）曹贊，曹玹繼子
  - 西鄉侯（－221年）→濟陽侯（221年－223年）曹壹，進爵為公，曹玹繼子[6]
- 高平亭侯（215年－217年）→賴亭侯（217年）→弘農侯（217年－221年）曹幹，進封燕公[7]
- 鄢陵侯（216年－221年）曹彰，進爵為公[8]
- 郿侯（216年－217年）→襄邑侯（217年－221年）曹峻，進爵為公[9]
- 壽春侯（216年－221年）曹彪，進封汝陽公[10]
- 平鄉侯（216年－217年）→東鄉侯（217年）→贊侯（217年－221年）曹袞，進爵為公[11]
- 鄧哀侯（221年追封）曹沖，追進爵為公
  - 鄧侯（217年－222年）→都鄉侯（237年－239年）曹琮，曹沖繼子[12]
- 曹矩
  - 臨晉侯（217年－224年）曹敏，進封范陽王，曹矩繼子[13]
- 郿侯（217年－218年）曹子整
  - 平氏侯（222年－223年）→成武侯（223年－229年）曹範，進爵為公，曹子整繼子[14]
- 樊侯（217年－219年）曹均
  - 樊侯（－222年）曹抗，進封薊公[15]
- 歷城侯（217年－222年）曹徽，進爵為公[16]
- 萬歲亭侯（217年－218年）→平輿侯（218年－222年）曹茂，進封乘氏公[17]

### 文帝系
- 武德侯（220年－221年）曹叡，進封齊公[18]

## 外戚

### 都鄉侯→開陽侯
| 事項 | 封爵                           | 謚                             | 姓名                           | 在位時間                       | 備註                           |
| 追封 | 開陽侯                         | 恭侯                           | 卞廣                           | 230年追封                      | 武宣皇后祖父                   |
| 追封 | 開陽侯                         | 敬侯                           | 卞遠                           | 230年追封                      | 武宣皇后父                     |
| 始封 | 都鄉侯                         |                                | 卞秉                           | －226年                        | 卞遠子                         |
| 始封 | 開陽侯                         |                                | 卞秉                           | 226年－                        | 卞遠子                         |
| 襲封 | 開陽侯                         |                                | 卞蘭                           |                                | 卞秉子                         |
| 襲封 | 開陽侯                         |                                | 卞暉                           |                                | 卞蘭子                         |
| 食邑 | 1200戶（226年）                | 1200戶（226年）                | 1200戶（226年）                | 1200戶（226年）                | 1200戶（226年）                |
| 結局 | 西晉太康中，尚未國絕。         | 西晉太康中，尚未國絕。         | 西晉太康中，尚未國絕。         | 西晉太康中，尚未國絕。         | 西晉太康中，尚未國絕。         |
| 分封 | 分卞秉食邑，封其子卞琳為列侯。 | 分卞秉食邑，封其子卞琳為列侯。 | 分卞秉食邑，封其子卞琳為列侯。 | 分卞秉食邑，封其子卞琳為列侯。 | 分卞秉食邑，封其子卞琳為列侯。 |

### 安城鄉侯→魏昌侯
| 事項 | 封爵            | 謚              | 姓名            | 在位時間        | 備註            |
| 始封 | 安城鄉侯        | 敬侯            | 甄逸            | 227年追封       | 文昭皇后父      |
| 始封 | 魏昌侯          | 敬侯            | 甄逸            | 236年追封       | 文昭皇后父      |
| 追封 | 安城鄉侯        | 穆侯            | 甄儼            | 234年追封       | 甄逸子          |
| 追封 | 魏昌侯          | 穆侯            | 甄儼            | 236年追封       | 甄逸子          |
| 襲封 | 安城鄉侯        |                 | 甄像            | 227年－235年    | 甄儼子          |
| 襲封 | 魏昌侯          | 貞侯            | 甄像            | 235年追封       | 甄儼子          |
| 襲封 | 魏昌侯          | 恭侯            | 甄暢            | 235年－251年    | 甄像子          |
| 襲封 | 魏昌侯          |                 | 甄紹            |                 | 甄暢子          |
| 食邑 | 1000戶（227年） | 1000戶（227年） | 1000戶（227年） | 1000戶（227年） | 1000戶（227年） |

### 安陽鄉侯
| 事項 | 封爵                   | 謚                     | 姓名                   | 在位時間               | 備註                   |
| 始封 | 安陽鄉侯               |                        | 甄溫                   | 235年－                | 甄像子                 |
| 結局 | 五等開建，進封毋極侯。 | 五等開建，進封毋極侯。 | 五等開建，進封毋極侯。 | 五等開建，進封毋極侯。 | 五等開建，進封毋極侯。 |

### 平原侯
| 事項 | 封爵                   | 謚                     | 姓名                   | 在位時間               | 備註                   |
| 始封 | 平原侯                 |                        | 甄德                   | 235年－264年           | 平原懿公主繼子         |
| 結局 | 五等開建，進封廣安公。 | 五等開建，進封廣安公。 | 五等開建，進封廣安公。 | 五等開建，進封廣安公。 | 五等開建，進封廣安公。 |

### 安陽亭侯→安陽鄉侯→觀津侯
| 事項 | 封爵                   | 謚                     | 姓名                   | 在位時間               | 備註                   |
| 追封 | 安陽鄉侯               | 敬侯                   | 郭永                   | 230年追封              | 文德皇后父             |
| 追封 | 觀津侯                 | 敬侯                   | 郭永                   | 236年追封              | 文德皇后父             |
| 始封 | 安陽亭侯               |                        | 郭表                   | 230年                  | 郭永從子               |
| 始封 | 安陽鄉侯               |                        | 郭表                   | 230年－235年           | 郭永從子               |
| 始封 | 觀津侯                 |                        | 郭表                   | 235年－                | 郭永從子               |
| 襲封 | 觀津侯                 |                        | 郭詳                   |                        | 郭表子                 |
| 襲封 | 觀津侯                 |                        | 郭釗                   |                        | 郭詳子                 |
| 食邑 | 500戶→1000戶（235年）  | 500戶→1000戶（235年）  | 500戶→1000戶（235年）  | 500戶→1000戶（235年）  | 500戶→1000戶（235年）  |
| 結局 | 西晉太康中，尚未國絕。 | 西晉太康中，尚未國絕。 | 西晉太康中，尚未國絕。 | 西晉太康中，尚未國絕。 | 西晉太康中，尚未國絕。 |

### 博平鄉侯→安國侯
| 事項 | 封爵                  | 謚                    | 姓名                  | 在位時間              | 備註                  |
| 始封 | 博平鄉侯              |                       | 毛嘉                  | 227年－235年          | 明悼皇后父            |
| 始封 | 安國侯                | 節侯                  | 毛嘉                  | 235年追封             |                       |
| 食邑 | 500戶→1000戶（235年） | 500戶→1000戶（235年） | 500戶→1000戶（235年） | 500戶→1000戶（235年） | 500戶→1000戶（235年） |

### 西都侯→臨晉侯
| 事項 | 封爵                   | 謚                     | 姓名                   | 在位時間               | 備註                   |
| 始封 | 西都侯                 | 定侯                   | 郭滿                   | 239年追封              | 明元皇后父             |
| 襲封 | 西都侯                 |                        | 郭建                   | 239年－254年前         | 郭滿弟子               |
| 襲封 | 臨晉侯                 |                        | 郭建                   | 254年前－264年         | 郭滿弟子               |
| 結局 | 五等開建，進封臨渭公。 | 五等開建，進封臨渭公。 | 五等開建，進封臨渭公。 | 五等開建，進封臨渭公。 | 五等開建，進封臨渭公。 |

### 廣明鄉侯
| 事項 | 封爵     | 謚 | 姓名 | 在位時間 | 備註       |
| 始封 | 廣明鄉侯 |    | 王夔 | 254年－  | 曹芳皇后父 |

### 睢陽鄉侯
| 事項 | 封爵     | 謚 | 姓名 | 在位時間 | 備註       |
| 始封 | 睢陽鄉侯 |    | 卞隆 | 255年－  | 曹髦皇后父 |

### 其他
文昭皇后之族
- 列侯（232年追封）甄黃
- 列侯（235年－）甄𩏧
- 列侯（235年－）甄豔
- 列侯（青龍中－）甄毅
- 列侯（青龍中－）甄氏，甄像弟三人
- 列侯（嘉平中－）甄氏，甄暢子二人[21]

文德皇后之族
- 梁里亭戴侯（236年追封）郭浮
- 武城亭孝侯（236年追封）郭都
- 新樂亭定侯（236年追封）郭成
- 列侯郭述[23]

明元皇后之族
- 列侯郭立
- 列侯郭芝[26]

其他
- 列侯（－249年）何晏[30]

## 歸降者

### 閬中侯
| 事項 | 封爵             | 謚               | 姓名             | 在位時間         | 備註             |
| 始封 | 閬中侯           | 原侯             | 張魯             | 215年－          |                  |
| 襲封 | 閬中侯           |                  | 張富             |                  | 張魯子           |
| 食邑 | 10000戶（215年） | 10000戶（215年） | 10000戶（215年） | 10000戶（215年） | 10000戶（215年） |

### 平樂鄉侯
| 事項 | 封爵     | 謚 | 姓名 | 在位時間 | 備註   |
| 始封 | 平樂鄉侯 |    | 閻圃 | 215年－  |        |
| 襲封 | 平樂鄉侯 |    | 閻璞 |          | 閻圃子 |

### 平陽亭侯
| 事項 | 封爵         | 謚           | 姓名         | 在位時間     | 備註         |
| 始封 | 平陽亭侯     |              | 孟達         | 220年－228年 |              |
| 結局 | 伏誅，國除。 | 伏誅，國除。 | 伏誅，國除。 | 伏誅，國除。 | 伏誅，國除。 |

### 員鄉侯
| 事項 | 封爵   | 謚 | 姓名 | 在位時間 | 備註 |
| 始封 | 員鄉侯 |    | 申儀 | 221年－  |      |

### 育陽侯
| 事項 | 封爵         | 謚           | 姓名         | 在位時間     | 備註         |
| 始封 | 育陽侯       | 景侯         | 黃權         | 222年－240年 |              |
| 襲封 | 育陽侯       |              | 黃邕         |              | 黃權子       |
| 結局 | 無子，國絕。 | 無子，國絕。 | 無子，國絕。 | 無子，國絕。 | 無子，國絕。 |

### 吳侯
| 事項 | 封爵 | 謚 | 姓名 | 在位時間 | 備註 |
| 始封 | 吳侯 |    | 孫壹 | 257年－  |      |

### 臨湘侯
| 事項 | 封爵   | 謚 | 姓名 | 在位時間 | 備註 |
| 始封 | 臨湘侯 |    | 全懌 | 257年－  |      |

### 萬年亭侯→西鄂侯
| 事項 | 封爵     | 謚   | 姓名 | 在位時間     | 備註 |
| 始封 | 萬年亭侯 |      | 羅憲 | 264年－265年 |      |
| 始封 | 西鄂侯   | 烈侯 | 羅憲 | 265年－270年 |      |

### 陽城亭侯
| 事項 | 封爵     | 謚 | 姓名 | 在位時間     | 備註 |
| 始封 | 陽城亭侯 |    | 譙周 | 264年－270年 |      |

### 定安侯
| 事項 | 封爵   | 謚 | 姓名 | 在位時間 | 備註 |
| 始封 | 定安侯 |    | 呂興 | 264年    |      |

### 都亭侯
| 事項 | 封爵   | 謚 | 姓名 | 在位時間 | 備註 |
| 始封 | 都亭侯 |    | 徐紹 | 264年    |      |

### 封號不詳
- 列侯（215年－）張氏，張魯子五人[31]
- 列侯（220年－）鄭甘
- 列侯（220年－）王照[42]
- 列侯（222年－）龐林[43]
- 列侯（257年－）全禕
- 列侯（257年－）全儀
- 列侯（257年－）全靜[37]
- 鄉侯（264年－）劉永
- 鄉侯（264年－）劉輯[44]
- 列侯（264年－）樊建
- 列侯（264年－）張紹
- 列侯（264年－）郤正
- 列侯（264年－）張通[45]
- 列侯霍弋[46]

## 前朝降封
- 宋侯（265年前後）孔紹，宋公降爵[47]
- 列侯（220年－）劉熙，濟陰王降爵
- 列侯（220年－）劉懿，山陽王降爵
- 列侯（220年－）劉邈，濟北王降爵
- 列侯（220年－）劉敦，東海王降爵[48]
- 桂氏鄉侯劉康[49]